# Coleophora pelinopis
Coleophora pelinopis é uma espécie de mariposa do gênero Coleophora pertencente à família Coleophoridae.